# ألن دافياو
ألن دافياو (بالإنجليزية: Allen Daviau)‏ (و. 1942  م) هو مصور سينمائي أمريكي، ولد في نيو أورلينز.

## جوائز وترشيحات
حصل على جوائز منها:
جوائز
- 42nd British Academy Film Awards [الإنجليزية]‏

ترشيحات
- جائزة الأوسكار لأفضل تصوير سينمائي
- جائزة الأوسكار لأفضل تصوير سينمائي، عن عمل: اللون الأرجواني
- جائزة الأوسكار لأفضل تصوير سينمائي، عن عمل: إمبراطورية الشمس
- جائزة الأوسكار لأفضل تصوير سينمائي، عن عمل: إي تي
- جائزة الأوسكار لأفضل تصوير سينمائي، عن عمل: بجزي

ترشح لـ:
- جائزة الأوسكار لأفضل تصوير سينمائي، عن عمل: إي تي
- جائزة الأوسكار لأفضل تصوير سينمائي، عن عمل: أفالون [الإنجليزية]‏
- جائزة الأوسكار لأفضل تصوير سينمائي، عن عمل: إمبراطورية الشمس
- جائزة الأوسكار لأفضل تصوير سينمائي، عن عمل: اللون الأرجواني
- جائزة الأوسكار لأفضل تصوير سينمائي، عن عمل: بجزي.

## وصلات خارجية
- ألن دافياو على موقع IMDb (الإنجليزية)
- ألن دافياو على موقع ألو سيني (الفرنسية)
- ألن دافياو على موقع أول موفي (الإنجليزية)
- ألن دافياو على موقع قاعدة بيانات الأفلام السويدية (السويدية)
- ألن دافياو على موقع قاعدة بيانات الفيلم (الإنجليزية)
- ألن دافياو على موقع كينوبويسك (الروسية)